# Слобожанська (зупинний пункт)
Слобожанська — пасажирський зупинний пункт Харківської дирекції Південної залізниці між станцією Занки та зупинним пунктом Донець. Розташований поблизу селища Слобожанське Чугуївського району Харківської області. Поруч пролягає автошлях регіонального значення Р78.

## Історія
Зупинний пункт відкритий в 1958 році під назвою Комсомольська, за тодішньою назвою сусіднього селища.
У 1961 році електрифікований постійним струмом (=3 кВ) в складі дільниці Основа — Святогірськ.
Сучасна назва з 2016 року.
3 грудня 2017 року на платформі поїзд сполученням «Костянтинівка — Київ» збив 18-річного хлопця, який від травм помер. Внаслідок цього інциденту рух поїздів було зупинено на 10 хвилин.

## Пасажирське сполучення
На платформі Слобожанська зупиняються приміські поїзди Ізюмського напрямку.